# Nothoporinia mediolineata
Nothoporinia mediolineata là một loài bướm đêm trong họ Geometridae.